# Can Batlle (Ventalló)
Can Batlle és una casa de Ventalló (Alt Empordà) inclosa a l'Inventari del Patrimoni Arquitectònic de Catalunya. Està situada dins del petit nucli de Montiró, a l'extrem nord-est de Ventalló al qual pertany. Està ubicada a la banda nord del nucli urbà del poble, formant cantonada entre el carrer Ponent i el del Palau.

## Descripció
És un edifici aïllat de planta rectangular, format per tres cossos adossats, amb un pati lateral al mig de la construcció. L'habitatge principal presenta la coberta de dues vessants de teula i està distribuït en planta baixa i dos pisos. La façana principal presenta un gran portal rectangular bastit amb carreus de pedra i la llinda plana gravada amb la inscripció "TERRE NE OPERIAS SANGUINEM MEUM NE QUE INBENIATINTE IA/ QUM. LATENDI CLAMOR MEUS JACOBUS BATLLE ANNO DOMINI/ 1826".i una creu al mig. Està situat a l'extrem de llevant del parament, i orientat al carrer del Palau. Al seu costat, una petita finestra formada per quatre carreus desbastats. Damunt del portal hi ha un balcó exempt amb el finestral emmarcat també amb pedra i un arc de descàrrega de maons a la part superior. A la llinda hi ha la inscripció "NARCIS BATLLE Y DAMIA ME FEU FER LO DIA 26 MAIG DE 1855". La resta d'obertures de l'edifici són rectangulars i estan bastides amb maons. Els altres dos cossos estan adossats a la façana de ponent de l'habitatge, amb el pati al mig i sense accés des del carrer. El que està situat al nord és de dues plantes i coberta a un sol vessant. Destaca la galeria situada al pis, d'arcs de mig punt bastits amb maons, actualment tancada amb finestrals. Els de la façana sud, orientada al pati, tenen l'emmarcament arrebossat. El cos situat més cap al sud és d'una sola planta, coberta amb terrassa i amb un gran portal rectangular bastit amb maons i la llinda de fusta.
La construcció és bastida amb pedra sense desbastar i maons, amb parts del parament arrebossades i carreus de pedra calcària a les cantonades, igual que a les obertures.

## Història
Durant el segle xix, els propietaris de l'edifici van fer construir, a la façana del carrer Tramuntana, una vorera bastida amb grans carreus de pedra amb la intenció de posar-hi els cabassos del trull, el qual es trobava a la planta baixa de la construcció.
Aquests mateixos propietaris van construir una conducció soterrada que anava des del seu trull fins als afores del nucli. La conducció passava per sota del carrer Sant Sadurní i desguassava al rec conegut com el Rec de l'Olivada.